# Gamalama
Der Vulkan Gamalama auf der Vulkaninsel Ternate gehört zu den aktivsten Vulkanen in Indonesien. Er liegt in der Provinz Maluku Utara in den Molukken im Osten Indonesiens. Der Gamalama ist Teil einer Vulkankette, die sich westlich der Insel Halmahera gebildet hat, darunter der Keimatubu auf der Insel Tidore, der Hiri oder der Makian.
Der Gamalama hat drei Krater, die nach Norden hin jünger werden. Die Ausbrüche sind meist explosiv aus den Gipfelkratern; es gab aber auch Flankenausbrüche und pyroklastische Ströme. Laut der Volkszählung von 2010 hatte die rund 110 Quadratkilometer große Insel Ternate etwa 176.000 Einwohner, wovon ungefähr 161.300 im Osten in der Stadt Ternate und ihren Außenbezirken wohnten.

## Geschichte

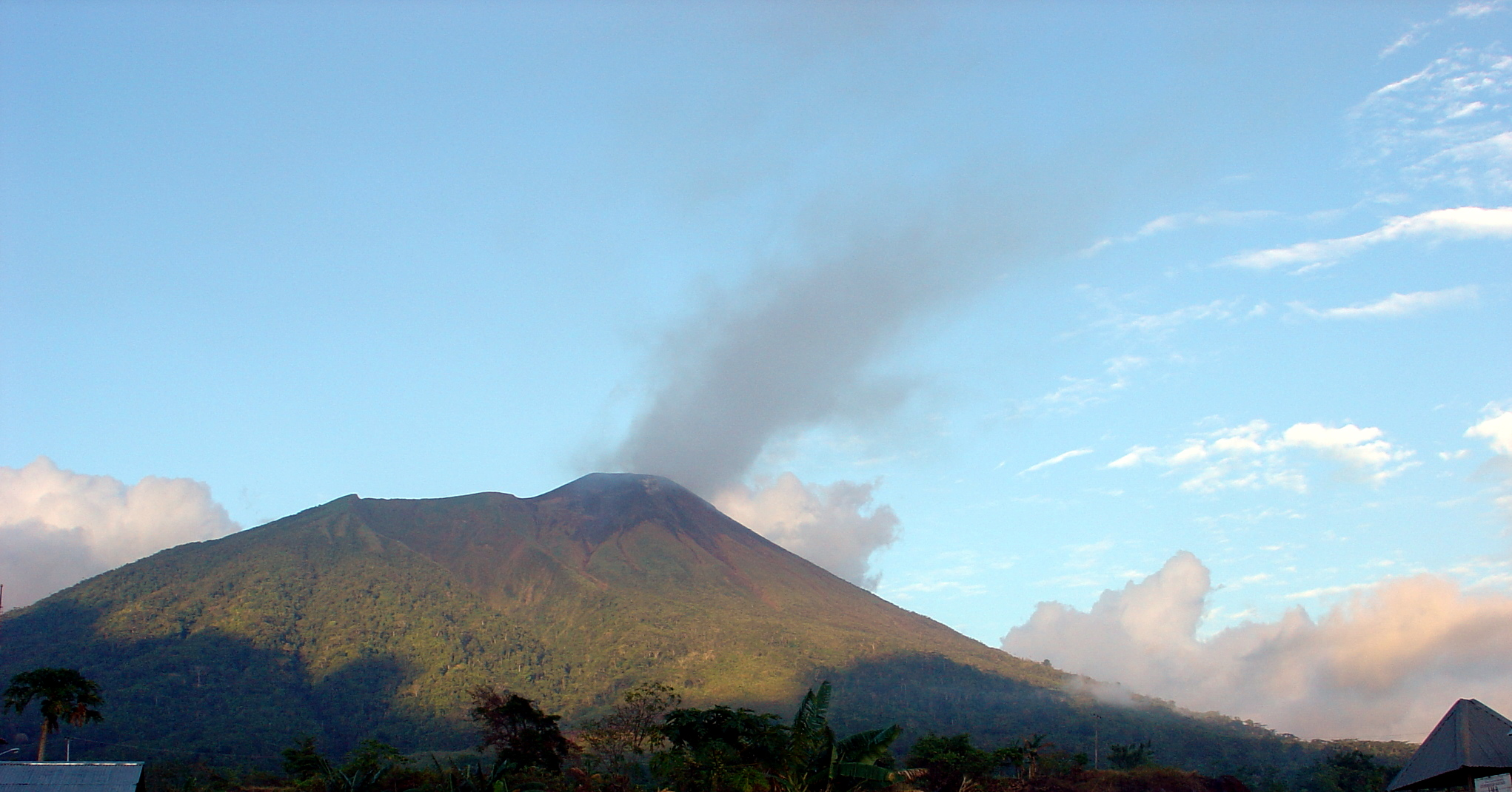
Der Gamalama (August 2009)

1513 erreichten die Portugiesen als erste Europäer Ternate. 1605 wurde sie von den Niederländern erobert. Die Insel war ein bedeutendes Zentrum des Gewürzhandels, weshalb zahlreiche Beschreibungen von Eruptionen des Gamalama vorliegen. Für die Zeit von 1510 bis 2008 sind rund 60 Ausbrüche gesichert bekannt.
Bei einem Ausbruch im Jahr 1775 starben rund 1300 Menschen, zum Teil durch pyroklastische Surges, die die Entstehung eines Maars im Norden der Insel begleiteten. In dem Maar bildete sich der Tolire Besar, ein See mit rund 600 Metern Durchmesser und einer maximalen Tiefe von über 40 Metern. Mit dem Tolire Kecil unweit des Tolire Besar und dem Ngade im Süden der Insel gibt es auf Ternate zwei weitere Maare, in denen sich Seen befinden. Der Vulkanausbruch im Februar 1840 wurden von einem Erdbeben begleitet, das zahlreiche Gebäude auf der Insel zerstörte oder schwer beschädigte.
Im September 1980 flohen etwa 40.000 der damals rund 60.000 Inselbewohner auf die Nachbarinsel Tidore, nachdem der Gamalama glühende Tephra ausgestoßen und damit Waldbrände ausgelöst hatte. In der Stadt Ternate fielen rund 10 Zentimeter Asche. Im Oktober 1980 endeten die Eruptionen. Die Bewohner kehrten zurück; einige Dörfer im Nordosten der Insel blieben evakuiert.
Am 9. Dezember 2011 stieg eine rund vier Kilometer hohe Aschewolke über dem Gamalama auf. Vor der Eruption war vulkanischer Tremor und eine zunehmende Zahl von Erdbeben registriert worden, so dass am 4. Dezember eine höhere Alarmstufe ausgerufen worden war. Am 27. Dezember mobilisierten schwere Regenfälle Ascheablagerungen, die als Schlammströme, sogenannte kalte Lahars, zwei Täler hinabflossen. Dabei wurden vier Menschen getötet und Dutzende verletzt; zahlreiche Häuser wurden zerstört. In den folgenden Monaten, zuletzt im Oktober 2012, kam es zu weiteren Eruptionen.
Bei einem Ausbruch am 18. Dezember 2014 wurde Asche und Gestein etwa 2000 Meter hochgeschleudert. Mehrere Bergsteiger verletzten sich auf der Flucht, einer wurde vermisst.
Anfang Oktober 2018 wurde bei einem kleinen Ausbruch Asche ausgestoßen. Rund um den Krater wurde eine Sperrzone mit 1,5 km Radius eingerichtet.